# Ralph Kray
Ralph Kray (* 23. März 1962 in Siegen, Nordrhein-Westfalen) ist ein deutscher Geistes- und Managementwissenschaftler. Er ist Hauptherausgeber einer Buchreihe für Healthcare Innovation Management.

## Studienzeit
Von 1981 bis 1989 studierte er Evangelische Theologie, Philosophie, Allgemeine Literaturwissenschaft und Germanistik an den Universitäten Basel, Erlangen-Nürnberg, Tübingen und Siegen; nach dem Magisterexamen mit einer Arbeit über den französischen Strukturalismus am Beispiel Roland Barthes an der Universität Siegen 1989 promovierte er ebenfalls an der Universität Siegen 1994 mit einer medienwissenschaftlichen Arbeit zur Rezeptions- und Wirkungsgeschichte antiker Mythen bis in die Gegenwart zum Dr. phil.

## Lehre und Forschung
1989 wurde er Wissenschaftlicher Mitarbeiter für Allgemeine Literaturwissenschaft an der Universität Siegen, 1997 Wissenschaftlicher Mitarbeiter an den Geisteswissenschaftlichen Zentren Berlin e. V. 2004 wurde er „Coordinating Agent“ des Provost Office und Europäischen Büros der Johns Hopkins University (Baltimore), für das transatlantische Forschungsnetzwerk „Issues of Aging“. 2005 war er an der Charité-Universitätsmedizin Berlin Projektbeauftragter des Dekanats, 2007 wurde er Leiter „Nationale und Internationale Geschäftsentwicklungsprojekte“ Charité – Universitätsmedizin Berlin. 2011 berief ihn die Johns Hopkins Carey Business School in Baltimore zum „Executive in-Residence in Healthcare Innovation Management“, seit 2012 wurde seine Fakultätsberufung erweitert zum „Executive Scholar-in-Residence in Healthcare Management“. Er vertritt die akademischen und geschäftlichen Interessen des Dekans der Johns Hopkins Carey Business School in Europa. Er hat auch Interviews und Artikel für stern und in anderen Medien publiziert.

## Veröffentlichungen
- „Paradoxien, Dissonanzen, Zusammenbrüche: Vom Ende und Fortgang der Provokationen“ (zus. m. K. Ludwig Pfeiffer). In: Gumbrecht, Hans Ulrich/Pfeiffer, K. Ludwig (Hrsg.): Paradoxien, Dissonanzen, Zusammenbrüche. Situationen offener Epistemologie. Frankfurt a. M.: Suhrkamp 1991, S. 13–31. (= stw 925).
- Autorität. Spektren harter Kommunikation. Hg. v. Ralph Kray, K. Ludwig Pfeiffer und Thomas Studer. Opladen: Westdeutscher Verlag 1992.
- Herakles/Herkules I. Metamorphosen des Heros in ihrer medialen Vielfalt. Hg. v. Ralph Kray und Stephan Oettermann. Basel, Frankfurt a. M.: Stroemfeld (1993) 1994.
- Herakles/Herkules II. Medienhistorischer Aufriß. Repertorium zur intermedialen Stoff und Motivgeschichte. Basel, Frankfurt a. M.: Stroemfeld (1993) 1994. (Zus. m. Stephan Oettermann.)
- Theorie als kulturelles Ereignis. Hg. v. K. Ludwig Pfeiffer, Ralph Kray und Klaus Städtke. Berlin/New York: de Gruyter 2001.
- Spielräume des auktorialen Diskurses. Hg. v. Ralph Kray und Klaus Städtke. Berlin: Akademie Verlag 2003. ISBN 3-05-003737-7.
- Geschlossene Formen. Hg. v. Ralph Kray und Kai Luehrs-Kaiser. Koenigshausen & Neumann: Würzburg 2005. ISBN 3-8260-2722-1.
- „Verlautbarungssystem Gesundheit. Die Zumutbarkeit politischer und anderer Kommunikation im Sozial- und Gesundheitswesen“. In: Rademacher, Lars (Hrsg.), Politik nach Drehbuch. Von der Politischen Kommunikation zum Politischen Marketing. Münster: LIT Verlag 2005, S. 182–205.
- Strategische Allianzen im Gesundheitssektor. Kooperation und Koordination zwischen Krankenhaus und Industrie. Wiesbaden: Gabler 2009.
- „Achtung: Patientendämmerung online!“ In: Koch, Christoph (Hrsg.): Achtung: Patient Online! Wie Internet, soziale Netzwerke und kommunikativer Strukturwandel den Gesundheitssektor transformieren. Hg. v. Christoph Koch. Wiesbaden: Gabler 2010, S. 5–18.
- Priorisierte Medizin. Ausweg oder Sackgasse der Gesundheitsgesellschaft? Hg. v. Adele Diederich, Christoph Koch, Ralph Kray und Rainer Sibbel. Wiesbaden: Gabler 2011.